# 袁桥乡
袁桥乡是中国山东省德州市德城区下辖的一个乡。

## 行政区划
袁桥乡下辖袁桥村、大杨庄村、庄科村、大王庄村、孝攒店村、牌子村、朱庄村、碾子赵村、郑庄村、小李庄村、任庄村、李少怀村、芦庄村、齐桥村、尹庄村、孟集村、谦场刘村、赵集村、胡庄村、东王张屯村、西王张屯村、管庄村、鲍庄村、小刘庄村、孙良村、后赵村、香坊赵村、曹家庵村、牟庄村、张文成村、东王官屯村、西王官屯村、东程官屯村、西程官屯村、东地屋刘村、西地屋刘村、乔庄村、贺家店村、东官道魏村、西官道魏村、小辛村、耿庄村、马庄村。